# سازمان حفاظت اطلاعات فراجا
سازمان حفاظت اطلاعات فراجا سازمان اطلاعاتی زیرمجموعه فرمانده کل نیروهای مسلح ایران (رهبر جمهوری اسلامی) و وابسته به فرماندهی انتظامی جمهوری اسلامی ایران است، که وظیفه نظارت و کنترل اطلاعاتی، ارتباطاتی و اسنادی، بر فراجا را برعهده دارد. رئیس این سازمان به‌طور مستقیم توسط رهبر جمهوری اسلامی منصوب می‌شود. این سازمان به‌اختصار «ساحفا فراجا» خوانده می‌شود و ریاست آن در حال حاضر برعهده سرتیپ پاسدار محسن فتحی‌زاده است.

## تاریخچه
این سازمان در ابتدا تحت عنوان سازمان حفاظت اطلاعات نیروهای انتظامی تشکیل شد، که در آن نیروهای شهربانی، ژاندارمری و کمیته انقلاب اسلامی حضور داشتند. طرح ادغام این ۳ بخش توسط این سازمان پیگیری شد و به سرانجام رسید.

## مأموریت
به کلیه اقداماتی که برای حفظ اسرار و اطلاعات، اماکن و تأسیسات، شخصیت‌ها، پرسنل، ارتباطات در برابر هر گونه خطرات اعم از طبیعی یا مصنوعی انجام می‌گردد، حفاظت گفته می‌شود. سازمان حفاظت اطلاعات صیانت از اطلاعات انتظامی را تأمین می‌نماید. با توجه به تعریف این سازمان، مأموریت کلی آن عبارت است از: پیشگیری، کشف، شناسائی و خنثی‌سازی فعالیت‌های جاسوسی، خرابکاری، براندازی، موارد ایجاد نارضایتی، نفوذ جریانات سیاسی و ایجاد اختلال در انجام مأموریت‌های فراجا که به منظور حفظ و صیانت فرماندهی انتظامی از طریق حفاظت از کارکنان، اسناد و مدارک، اطلاعات به هر شکل، اماکن و تأسیسات، تجهیزات، وسایل و مخابرات با رعایت اصل ۱۵۶ قانون اساسی، صورت می‌پذیرد.
ریاست سازمان حفاظت اطلاعات فراجا، با حکم فرمانده کل قوا منصوب و در زمینه انتصابات، ترفیعات، نقل و انتقالات، مأموریت‌ها، تشویق‌ها، تنبیه‌ها و مرخصی‌های کارکنان، از اختیاراتی معادل فرماندهی فراجا برخوردار می‌باشد، به استثناء پذیرش، رهائی از خدمت پرسنل، نقل و انتقال و مأمور نمودن کارکنان به خارج از فراجا که باید از طریق ستاد فرماندهی انتظامی، با همکاری سازمان عقیدتی سیاسی فراجا صورت پذیرد.
کارکنان حفاظت اطلاعات اختیار اخراج مغرضانه پرسنل فراجا را ندارند .
انتصابات و ترفیعات همه کارکنان و معاونان مجموعه فرماندهی انتظامی، باید به تأیید صلاحیت‌ها و ارزش‌های مکتبی توسط سازمان عقیدتی سیاسی فراجا در جهت انتظارات، سیاستگذاری‌ها و فرامین فرمانده کل قوا برسد، و صلاحیت‌های حفاظتی نیز باید به تأیید سازمان حفاظت اطلاعات فراجا رسیده باشد. و در صورت عدم تأیید هریک از این دو نهاد ترفیع یا انتصاب در مجموعه فرماندهی انتظامی صورت نمی‌پذیرد.

## وظایف
سازمان حفاظت اطلاعات فرماندهی انتظامی با ترکیبی از معاونت‌های تخصصی و دفاتر تابعه، کار اجرای وظایف قانونی خود در قبال فرماندهی کل انتظامی جمهوری اسلامی ایران به شرح زیر را انجام می‌دهد:
- کسب و جمع‌آوری اخبار و تولید، تجزیه و تحلیل و طبقه‌بندی اطلاعات مورد نیاز فراجا.
- کشف و خنثی نمودن توطئه‌ها و براندازی، جاسوسی و خرابکاری.
- تهیه طرح‌ها و دستورالعمل‌های حفاظتی در زمینه حفاظت اخبار، اطلاعات، اسناد مدارک، تأسیسات، اماکن، تجهیزات و پرسنل و نظارت بر اجرای آن‌ها.
- آموزش و ارشاد فراجا در زمینه‌های حفاظتی و آموزش تخصصی پرسنل سازمان حفاظت اطلاعات.
- گزارش اطلاعات و اخبار امنیتی غیرنظامی واصله به وزارت اطلاعات.
- کشف و شناسایی فعالیت‌های سیاسی پرسنل و نفوذ جریانات و تشکل‌های سیاسی در فراجا.
- کشف و شناسایی موارد کم‌کاری و کارشکنی و تخلف‌های مختلف در انجام مأموریت و گزارش آن به مسئولان مربوط.
- مطلع نمودن فرماندهان از مواردی که برای انجام مأموریتشان ضروری بوده و در صلاحیت آنان است یا نیست.
- بررسی صلاحیت امنیتی فراجا.
- انجام کلیه امور مربوط به صدور پروانه حمل سلاح شکاری و کمری و مهمات مربوط در سطح فراجا.
- طرح‌ریزی و انجام عملیات فنی حفاظت اطلاعاتی و کنترل ارتباطات در سطح فراجا.

## رؤسای سازمان
| ر. | رئیس             | درجه نظامی        | آغاز تصدی       | پایان تصدی     |
| -- | ---------------- | ----------------- | --------------- | -------------- |
| ۱  | رضا سیف‌اللهی     | سرتیپ پاسدار      | ۱۲ فروردین ۱۳۷۰ | ۱۲ اسفند ۱۳۷۱  |
| ۲  | محمدرضا نقدی     | سرتیپ دوم پاسدار  | ۱۲ اسفند ۱۳۷۱   | ۲۷ شهریور ۱۳۷۹ |
| ۳  | غلامحسین رمضانی  | فاقد درجه(روحانی) | ۲۷ شهریور ۱۳۷۹  | ۶ شهریور ۱۳۸۴  |
| ۴  | محمدکاظم مؤذنیان | سرتیپ پاسدار      | ۶ شهریور ۱۳۸۴   | نامعلوم        |
| ۵  | احمد عبدالله‌زاده | سرتیپ پاسدار      | نامعلوم         | ۴ دی ۱۳۹۸      |
| ۶  | محسن فتحی‌زاده    | سرتیپ پاسدار      | ۴ دی ۱۳۹۸       | در حال تصدی    |